# Gustav Lierow

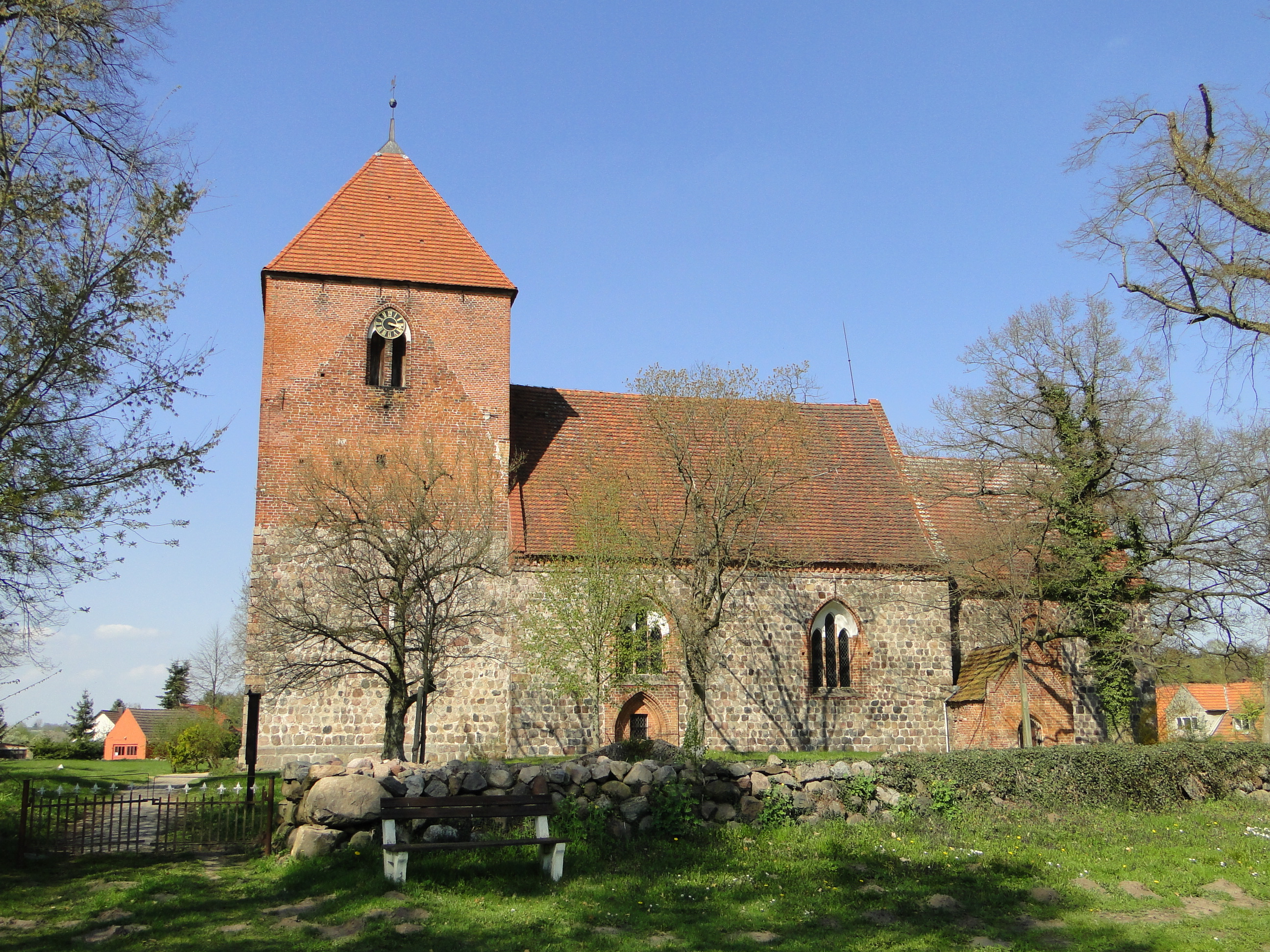
Dorfkirche Lohmen (2015)

Gustav Adolf Wilhelm Lierow (* 30. Januar 1813 in Spendin; † 22. Februar 1891 in Lohmen) war ein deutscher evangelisch-lutherischer Pastor, Dichter und Schriftsteller.

## Leben
Gustav Lierow war der dritte Sohn des Erbpächters Hartwig Christoph Lierow und Dorothea (Maria, Amalia, Friederike) geborene Haack auf dem Gutshof Spendin im Klosteramt Dobbertin. Er wurde am 5. Februar 1813 durch Pastor Samuel Dietrich Hoppe in der Klosterkirche zu Dobbertin getauft. Taufpaten waren der Küchenmeister Gustav Hartwig Schulze vom Klosteramt und der Kaufmann Adolph Erich aus Berlin.
Gustav Lierow bekam im Kloster Dobbertin Privatunterricht mit den Kindern des Klosterhauptmanns Ferdinand von Raven auf Müsselmow, vormals Königlich Preußischer Rittmeister im Husaren-Regiment. Das gusseiserne zwei Meter hohe Grabkreuz des 1831 verstorbenen Klosterhauptmann von Raven steht noch auf dem Dobbertiner Klosterfriedhof.
Zum Schulunterricht beim Hauslehrer Zander und dem Klosterpastor Friedrich Birkenstädt im Amtshaus zu Dobbertin ging Gustav ab 1819 den zwei Kilometer langen Feldweg von Spendin täglich in Holzpantoffeln. Eine wichtige Erscheinung während der Schulausbildung der Kinder war die musisch gebildete Klosterhauptmännin Elisabeth von Raven, eine geborene Freiin von Stenglin. Sie las nicht nur den jungen Goethe vor und musizierte mit ihnen, als Gönnerin hatte sie sich auch in späteren Jahren noch um Gustav Lierow gekümmert und ihm dabei manchen Weg geebnet.
Gustav Lierow ging 1828 auf das Gymnasium in Güstrow. Nach dem Abitur studierte er ab 1832 in Berlin bei den Professoren Friedrich Schleiermacher und August Neander Theologie. Danach hielt er sich ein Jahr an der Göttinger Universität auf und kehrte noch einmal nach Berlin zurück. Sein Examen legte Lierow 1835 an der Universität Rostock ab, wo er 1834 Mitglied des Corps Pomerania Rostock wurde. Hier fand er Förderung und geistige Anregung bei dem bedeutenden Philosophen und Sozialreformer Victor Aime Huber.
Und in Rostock kam es auch zu den ersten Begegnungen mit John Brinckman, denn beide hatten sich dort für das Semester vom 1. Juli 1833 bis zum 30. Juni 1834 eingetragen.
Um in der Nähe seiner Eltern in Spendin und dem Klosteramt in Dobbertin als aussichtsreichsten Arbeitgeber zu sein, diente Gustav Lierow die damals üblichen drei Hauslehrerjahre auf dem Gut von Georg Friedrich Gebhardi in Ruthen bei Lübz ab. Dieser war nicht nur ein Freund seines Vaters, sondern auch ein Sohn des berühmten Göttinger Historiker Georg Friedrich Gebhardi.

### Pastor in Lohmen
1838 verstarb Pastor Detlof Hartwig Dietrich Heinrich Zander, Sohn des Hof- und Landgerichtsadvokat zu Güstrow und Syndicus des Klosters Dobbertin, in Lohmen. Der dritte Sohn des Pastors war Prof. Dr. Christian Ludwig Enoch Zander, der erste Direktor der Lauenburgischen Gelehrtenschule zu Ratzeburg 1845.

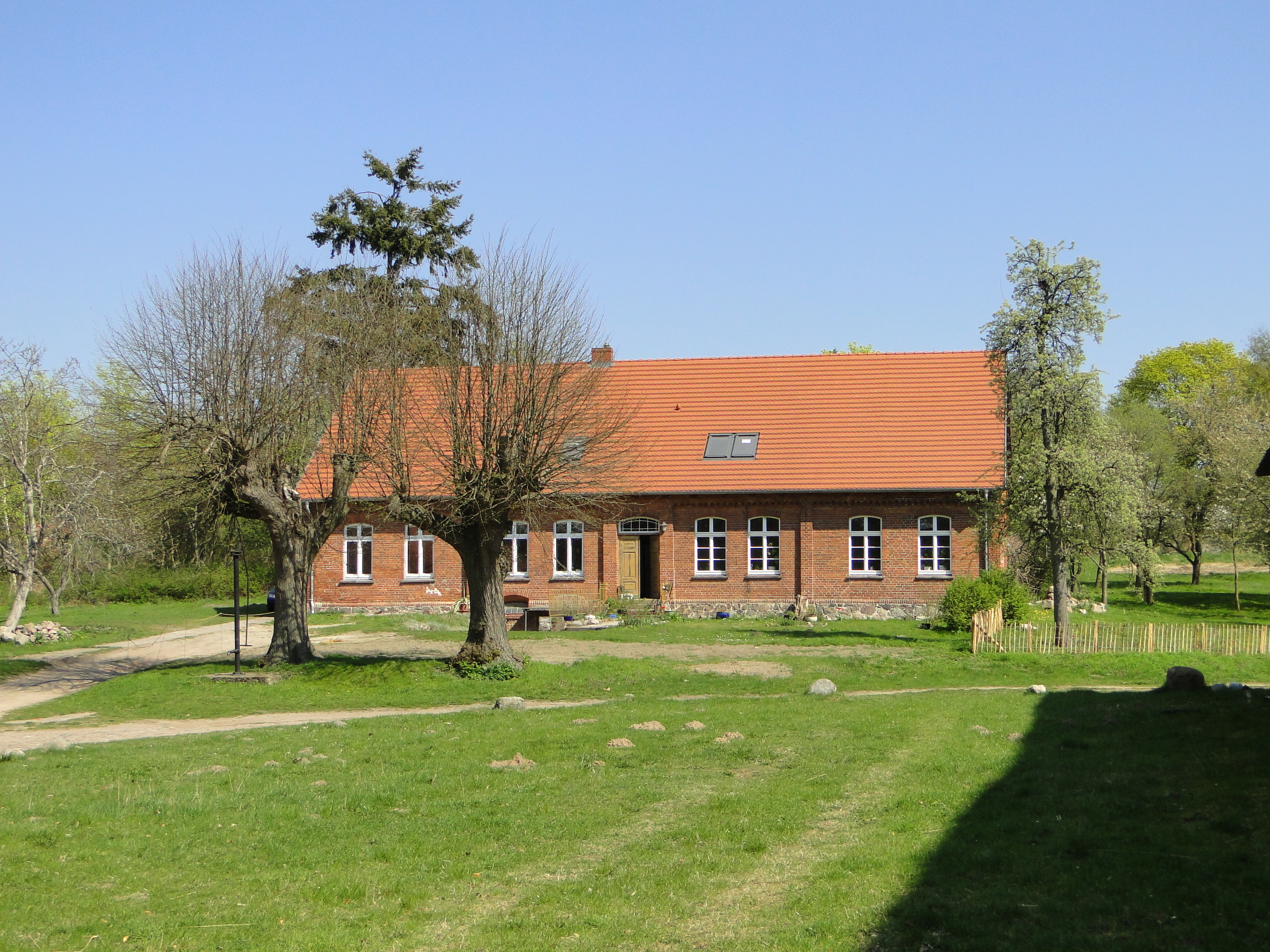
Pfarrhaus Lohmen (2015)

Die Dorfkirche zu Lohmen war schon seit 600 Jahren Patronatskirche des Klosters Dobbertin. 1838 war Gustav Lierows älterer Bruder Ludwig schon zwölf Jahren Amtsschreiber und Amtsactuar beim Klosterhauptmann Carl Peter Johann von Le Fort in Dobbertin. So war es gewissermaßen folgerichtig, dass Gustav Lierow die Pastorenstelle in Lohmen bei der Wahl am 17. Juni 1838 vor den Pastoren Schroeder und Zander bekam.
Doch sein Eintritt in das Pfarramt am 30. September 1838 erfolgte unter besonders schwierigen Umständen. Ein Teil der Kirchgemeinde war mit seiner Wahl nicht einverstanden und hielt sich von der Kirche zurück. Denn die Lohmener Bauern mochten anfangs den 25-jährigen Sohn des Spendiner Gutspächters vom Dobbertiner Klosteramt gar nicht. Mit seiner Freundlichkeit und Festigkeit gelang es ihm die Widerstrebenden nach und nach zu gewinnen. Durch sein leutseliges Wesen und seinen harmlosen Humor wurde er eine bei Jung und Alt beliebte Persönlichkeit.
Da er noch von der Kanzel so schön predigen konnte, blieb er dann bis zu seinem Tode 53 Jahre lang ihr Pastor. Die Lohmener meinten: Wat wie hebben, da weiten wi, oewer wat wi kregen, dat weiten wi nich.
Das östlich der Dorfkirche gelegene recht große Pfarrgehöft bestand aus dem Predigerhaus mit angrenzendem Viehhaus und gegenüberliegendem Backhaus und einer Scheune. Südwärts der Dorfkirche befanden sich das Prediger-Witwenhaus, das Küsterhaus und der Wagen-Schauer des Pfarrers.
Am 3. November 1874 brannte abends das Pfarrgehöft mit dem Pfarrhaus in Lohmen völlig ab. Dabei wurden neben Gedichten und Liedern auch Pastor Lierows handschriftliche Dokumentation zur Geschichte des Kirchenumbaus von 1870 bis 1874 mit der Restauration und der Beschreibung der Kirche vernichtet. Während seiner Amtszeit wurden sämtliche Gebäude der Pfarre durch die Handwerker des Klosterbauhofes mit dem Amtsmaurermeister Reincke wieder neu errichtet.

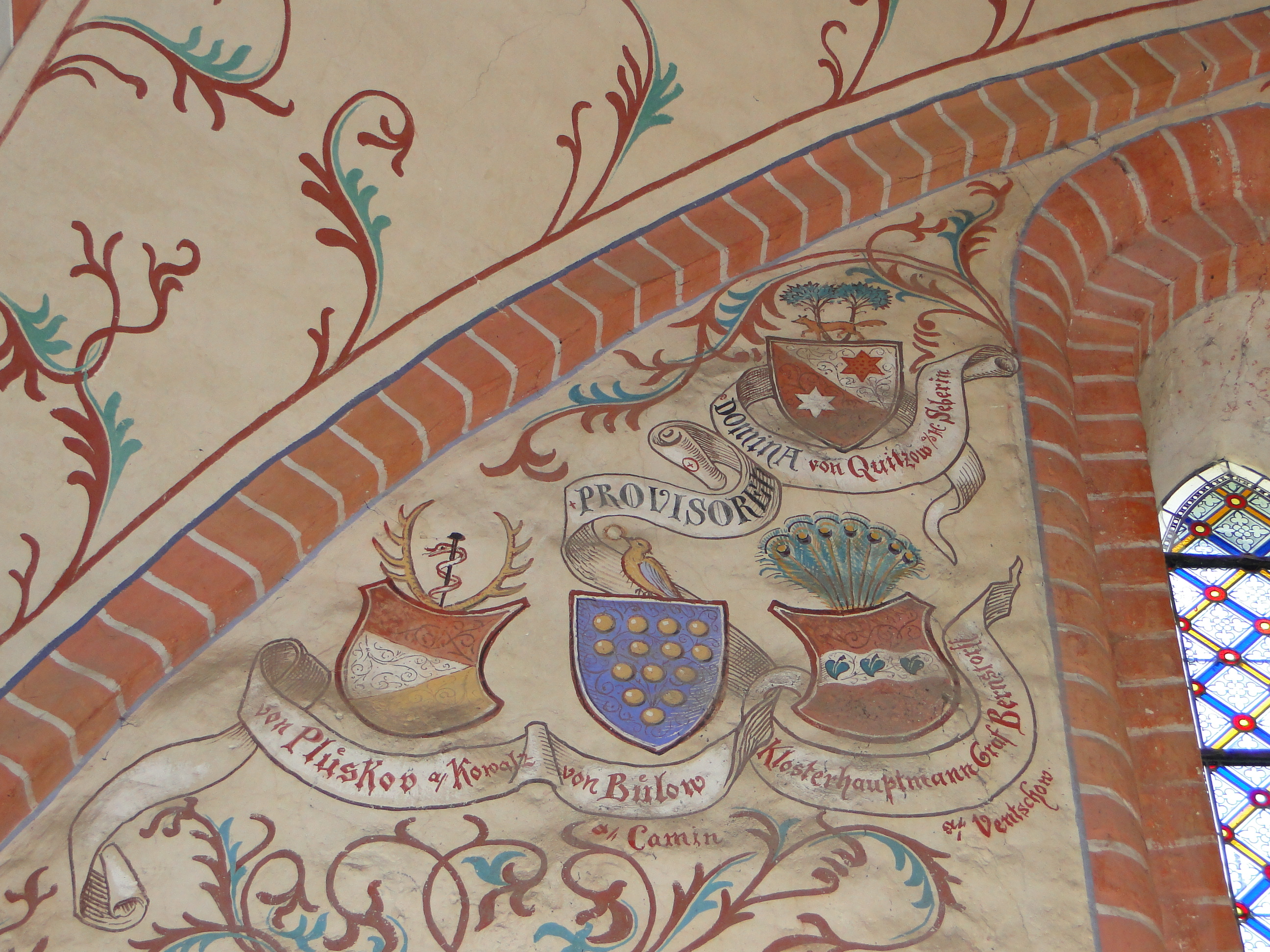
Wappen in der Patronatskirche zu Lohmen (2011)

Von 1872 bis 1874 wurde im Auftrag des Dobbertiner Klostervorstehers Graf von Bernstorff und der Provisor Josias von Plüskow und Heinrich von Bülow die innere Restauration der Lohmener Patronatskirche vorgenommen. Die denkmalpflegerische Betreuung erfolgte durch Georg Christian Friedrich Lisch aus Schwerin, die Wiederherstellung der Frescowandgemälde durch den Dresdener Historienmaler Karl Christian Andreae und die Baubetreuung oblag dem Zwickauer Architekten Ludwig Möckel, der ab 1883 das Doberaner Münster restaurierte. Lisch wurde auch hier als Fachexperte und Persönlichkeit benötigt, wie aus dem Schriftverkehr seines Nachlasses zur Lohmener Kirche zu entnehmen ist. So bat am 22. August 1872 Pastor Lierow ihn bei der Kirchenbesichtigung in seinem Pfarrhaus aufnehmen zu dürfen. Am 29. Oktober 1872 bat Graf von Bernstorff den Geh. Archivrat Lisch um eine Information zur Restauration der Lohmener Kirche aus seiner sachkundigen Feder als Nachrichten aus Mecklenburg in den Mecklenburgischen Anzeigen. Der Klosterhauptmann Graf von Bernstorff wollte damit vor der kommenden Landtagsdebatte auf die Restauration aufmerksam machen.
Die Einweihung der restaurierten Kirche fand am 14. Juni 1874 im Beisein der Klostervorsteher, Handwerker und Künstler durch den Güstrower Superintendenten Polstorff und Pastor Lierow statt.
Gustav Lierow wurde am 30. September 1888 zum Kirchenrat ernannt.

### John Brinckman
Als Dorfpastor konnte sich Gustav Lierows im großen Pfarrgarten und am Lohmer See auch wieder schriftstellerisch betätigen. 1842 brachte er einen selbstständigen Gedichtband Lyrische Gedichte in der Leopoldschen Universitätsbuchhandlung in Rostock heraus. Ein Exemplar gelangte sogar in die Schweriner Großherzogliche Privatbibliothek der Großherzogin Alexandrine, die Tochter König Friedrich Wilhelm III. von Preußen. Es befindet sich heute in der Mecklenburgischen Landesbibliothek zu Schwerin.
Auch John Brinckman konnte sich nach seiner Rückkehr aus Amerika 1842 bei seinem Freund Gustav Lierow im Lohmener Pfarrhaus mit dem großen Garten und am Lohmer See erholen. Nach ihrer gemeinsamen schriftstellerischen Arbeit im September 1842 am Mecklenburger Album brachten dieses 1843 zusammen mit dem Schweriner Schriftsteller David Jacob Assur heraus. Die Brüder Ludwig und Gustav Lierow brachten John Brinckman mit ihren Kontakten und den Beziehungen des landesweit bekannten Klosters Dobbertin mehrfach Glück. So auch bei der Arbeitssuche als Hauslehrer in Rey und Dobbertin.
Der literarisch aktive Pastor Gustav Lierow soll auch mit zahlreichen weiteren Persönlichkeiten seiner Zeit bekannt und befreundet gewesen sein. So stand er auch mit Fritz Reuter und Ludwig Reinhard in freundschaftlichen Beziehungen. Mehrere Briefe aus Reuters Eisenacher Zeiten belegen die Verbindungen zwischen den beiden fast gleichaltrigen Mecklenburgern.

### Familie Lierow

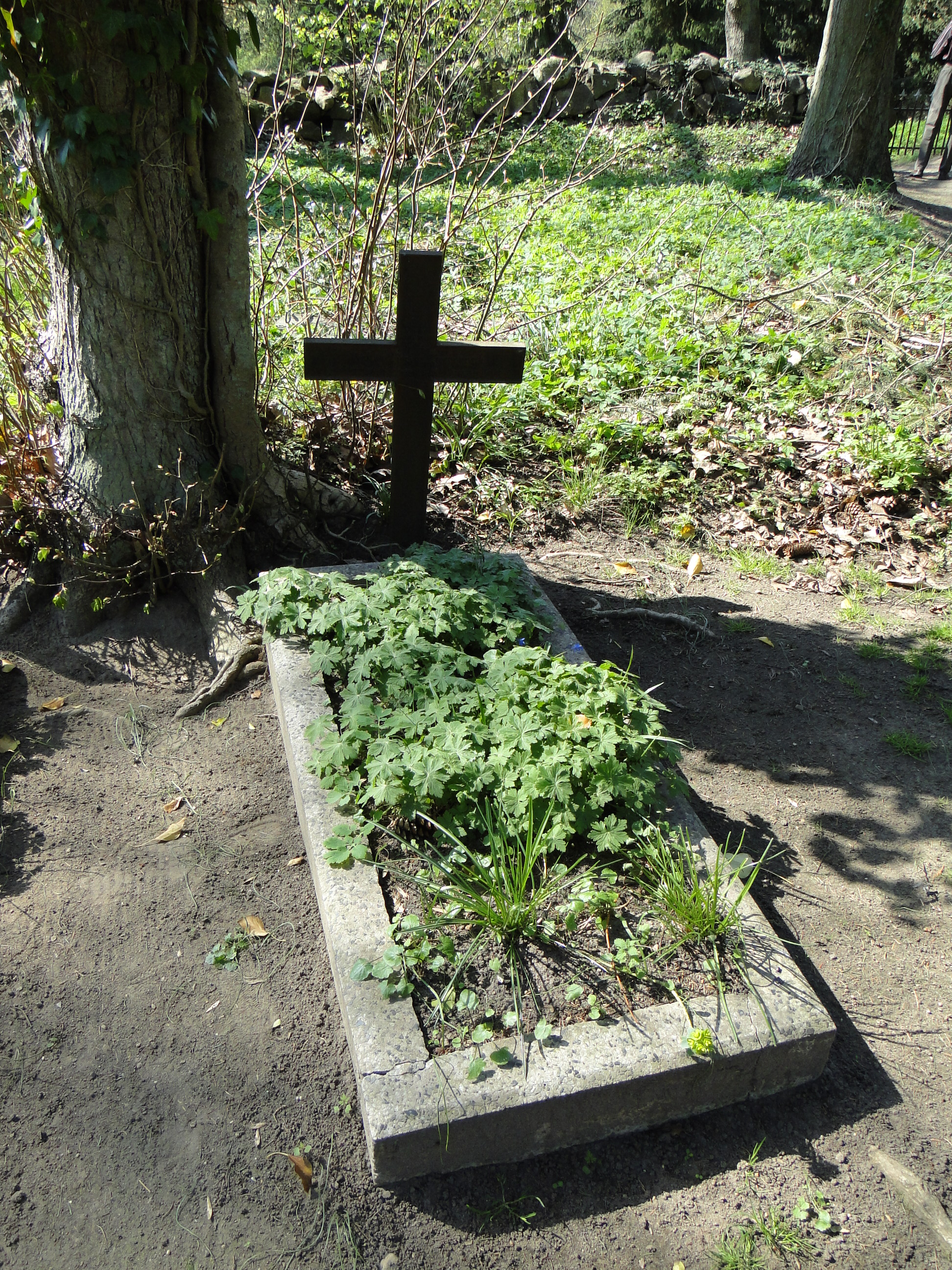
Grabstätte des Kirchenrats Gustav Lierow in Lohmen (2015)

Am 15. Oktober 1847 heiratet Gustav Lierow Johanna Dorothea Friederike Ottilie Langfeldt, die Tochter von Carl Joachim Simon, des späteren Stadtrichters und Gerichtsrats zu Parchim. Sie wurde am 20. Juni 1822 in Neustadt geboren und starb am 31. Mai 1878 im Alter von 56 Jahren in Lohmen. Sie war die Tante des letzten großherzoglichen Staatsministers von Mecklenburg-Schwerin, Adolf Langfeld.
Aus ihrer Ehe gingen vier Kinder hervor. Sein am 12. Dezember 1852 in Lohmen geborener Sohn Heinrich war nach dem Abitur in Parchim und Studium in Leipzig, Bonn und Rostock ab 1881 Oberlehrer an der Realschule in Oschatz.
Gustav Lierow war 53 Jahre Pastor in Lohmen. Während seiner Amtsführung ging 1874 das ganze Pfarrgehöft in Flammen auf, er hat den Bau des heutigen Pfarrhauses nebst den beiden großen Scheunen mit begleitet und in den Jahren an der inneren Kirchenrestauration mitgewirkt. Nebenbei war er literarisch interessiert und als dichtender Pfarrer auch bei den Klosterdamen in Dobbertin sehr beliebt.
Gustav Lierow starb am 22. Februar 1891 an einem Nierenleiden und wurde am 28. Februar 1981 auf dem Friedhof in Lohmen beigesetzt, wo sich seine gepflegte Grabstätte heute noch befindet.

### Werke
- 1842 Lyrische Gedichte.
- 1843 Mecklenburgisches Album. Herausgegeben mit John Brinckman.
- 1844 Christliche Zeitlieder.
- 1882 Am Reformationsfest. Ein Zeitlied.

### Gedruckte Quellen
- Mecklenburgisches Urkundenbuch (MUB)
- Mecklenburgische Jahrbücher (MJB)

### Ungedruckte Quellen
Landeshauptarchiv Schwerin (LHAS)
- LHAS 3.2-3/1 Landeskloster/Klosteramt Dobbertin 7.25 Lohmen.
- LHAS 3.2-4 Ritterschaftliche Brandversicherung.
- LHAS 5.11-2 Landtagsverhandlungen, Landtagsversammlungen, Landtagsprotokolle und Landtagsausschuß.
- LHAS 5.12-4/2 Mecklenburgisches Ministerium für Landwirtschaft, Domänen und Forsten, Klosteramt Dobbertin.
- LHAS 10.9 Personalnachlass Lisch, Friedrich. Sachakten Dörfer, Nr. 59 Lohmen 1866–1874, enthält: Notizen, Manuskripte, Druckschriften und Korrespondenz zur Geschichte der Kirche in Lohmen. Auch Briefe von Karl Andreae aus Dresden, Pastor Gustav Lierow aus Lohmen und Klosterhauptmann Graf von Bernstorff aus Dobbertin.

Landeskirchliches Archiv Schwerin (LKAS)
- LKAS, OKR Schwerin, Personalia und Examina, L 69 Gustav (Adolf Wilhelm) Lierow.
- LKAS, OKR Schwerin, Kirchenarchiv Lohmen.